# NGC 4635
NGC 4635 ist eine isolierte Balken-Spiralgalaxie vom Hubble-Typ SBcd mit hoher Sternentstehungsrate im Sternbild Haar der Berenike am Nordsternhimmel. Sie ist schätzungsweise 42 Millionen Lichtjahre von der Milchstraße entfernt und hat einen Durchmesser von etwa 35.000 Lichtjahren. Vom Sonnensystem aus entfernt sich die Galaxie mit einer errechneten Radialgeschwindigkeit von näherungsweise 960 Kilometern pro Sekunde.
Im selben Himmelsareal befinden sich unter anderem die Galaxien IC 3655, IC 3715, PGC 1620841, PGC 3090095.
Das Objekt wurde im Jahr 1831 von dem Astronomen John Herschel mithilfe seines 18,7 Zoll-Spiegelteleskops entdeckt.